# Złoty Stok
Złoty Stok (en allemand : Reichenstein in Schlesien, en tchèque : Rychleby) est une ville de Pologne, située dans la voïvodie de Basse-Silésie. Elle est le chef-lieu de la gmina de Złoty Stok, dans le powiat de Ząbkowice Śląskie. Comme Złotoryja et d'autres villes de la région, cette ville était à la Renaissance réputée pour ses mines d'or.

## Histoire
De 1742 à 1945, Reichenstein-en-Silésie fait partie de l'arrondissement de Frankenstein-en-Silésie dans le district de Breslau au sein de la province de Silésie.

## Personnalités liées à la ville
- Wolfgang Güttler (1893-1918), as allemand de la Première Guerre mondiale, y est né.